# Marcel Aymon
Marcel Aymon, né à Lausanne en 1931, est un écrivain vaudois.

## Biographie
Marcel Aymon passe son enfance à Montreux. Après une formation d'imprimeur, il exerce divers métiers tout en poursuivant une carrière théâtrale. 
Marcel Aymon sont les deux vrais prénoms choisis par l'auteur pour signer ses ouvrages. Parmi ceux-ci, Bois de Sauvabelin, deux heures du matin, Le petit homme à la peau noire ou encore La petite valise. En 2003, Marcel Aymon publie Aucune importance aux Éditions Mon village. 

## Sources
- « Marcel Aymon », sur la base de données des personnalités vaudoises sur la plateforme « Patrinum » de la Bibliothèque cantonale et universitaire de Lausanne.
- 4e de couverture de Aucune importance